# Kastell Căciulătești
Das Căciulătești ist ein lediglich vermutetes römisches Kastell auf dem Gebiet des Dorfes Căciulătești in der Gemeinde Dobrești im rumänischen Kreis Dolj.
Laut den rumänischen Hypothesen soll es sich außerhalb des Dorfes in einer Schitul Roba (Roba-Einsiedelei) genannten Flur befinden. Es soll sich um ein Auxiliarkastell handeln, dessen Aufgabe in der Überwachung des Flusses Jiu bestanden haben soll, der an dieser Stelle noch rund 22 km von seiner Mündung in die Donau entfernt ist. In antiker Zeit wäre es möglicherweise Bestandteil des Dakischen Limes gewesen und hätte administrativ zur Provinz Dacia inferior, später zur Dacia Malvensis gehört. Archäologische Befunde liegen jedoch keine vor, auch ist das in Frage kommende Gelände bis heute nicht ernsthaft wissenschaftlich untersucht worden.